# Sludge metal
A sludge metal egy underground zenei stílus, amely a doom metal, a hardcore punk és a southern rock elemeinek ötvözésével alakult ki az 1980-as évek végén, az 1990-es évek elején. Jellemző stílusjegyei: a Black Sabbath-ihlette lassú tempók, a Black Flag agresszivitását idéző kemény ritmusok, a torzított gitárhangzás, és a kiabálós, agresszív ének, valamint a Lynyrd Skynyrd bluesos, délies ízű harmóniái. A stílus legismertebb színtere Louisiana állam és New Orleans városa az Amerikai Egyesült Államokban. Innen indultak az olyan úttörő zenekarok, mint a Crowbar és az Eyehategod, illetve pár évvel később a sludge metal supergroup Down.